# Greg Robinson
Gregory "Greg" Robinson (* 21. Oktober 1992 in Thibodaux, Louisiana) ist ein ehemaliger US-amerikanischer American-Football-Spieler auf der Position des Offensive Tackles. Er spielte für die St. Louis/Los Angeles Rams, die Detroit Lions und die Cleveland Browns in der National Football League (NFL).

## Frühe Jahre
Robinson ging auf die High School in seiner Geburtsstadt Thibodaux. Ab 2012 war er auf der Auburn University im College-Football-Team der startende Left Tackle.

## NFL
Robinson wurde im NFL Draft 2014 in der ersten Runde an zweiter Stelle von den St. Louis Rams hinter dem Defensive End Jadeveon Clowney ausgewählt.

### St. Louis/Los Angeles Rams
In seinen ersten zwei Saisons 2014 und 2015 für die Rams bestritt er jedes der 32 Spiele, davon 28 als Starter. Vor der Saison 2016 zog er mit den Rams nach Los Angeles und war auch in dieser Saison bei den Los Angeles Rams Startspieler, wenn ihm auch erhebliche Schwächen in der Pass Protection nachgesagt wurden.

### Detroit Lions
Nach der Saison 2016 konnten die Rams Robinson für einen Sechstrundenpick im NFL Draft 2018 zu den Detroit Lions tauschen. Robinson wechselte das Team am 15. Juni 2017, auch weil die Lions nach einer Verletzung von Offensive Tackle Taylor Decker Bedarf auf seiner Position hatten und sich durch einen Szeneriewechsel für Robinson erhofften, sein Potential besser ausschöpfen zu können.

### Cleveland Browns
Am 19. Juni 2018 verpflichteten die Cleveland Browns Robinson.

## Kontroverse
Am 18. Februar 2020 wurde Robinson zusammen mit Ex-NFL-Spieler Quan Bray wegen des Besitzes von 71 Kilogramm Marihuanas inhaftiert. Das Urteil steht noch aus.